# Zbornik zrakoplovnih informacija
U zrakoplovstvu,  Zbornik zrakoplovnih informacija (engl. AIP – Aeronautical Information Publication), publikacija koju je definirala Organizacija međunarodnog civilnog zrakoplovstva kao službenu objavu državnih vlasti koja sadrži vrijedeće zrakoplovne informacije bitne za zračnu plovidbu.
Osmišljen je kao priručnik s iscrpnim podatcima o propisima, postupcima i drugim informacijama važnim za let zrakoplova u državi na koju se odnosi. Obično se izdaje u ime uprave civilnoga zrakoplovstva određene zemlje.

### Pregled
Struktura i sadržaj AIP-a su standardizirani međunarodnim ugovorom preko ICAO-a. AIP uobičajeno ima tri dijela: "GEN" (općenito), "ENR" (putno) i "AD" (zračne luke). Dokument sadrži brojne detaljne karte od kojih su većina sastavni dio "AD" dijela, s detaljima i kartama svih javnih zračnih luka. 
AIP podliježe redovnim obnovama i revizijama u propisanim ciklusima. Za značajnije operativne promjene informacija, koristi se ciklus poznat kao "AIRAC" (zrakoplovni podatci o propisima i kontroli): revizija se provodi svakih 56 dana (dvostruki "AIRAC" ciklus) ili svakih 28 dana (pojedinačni "AIRAC" ciklus). Ove promjene se šalju unaprijed kako bi svi korisnici mogli ažurirati zrakoplovne podatke u svojim Sustavima za upravljanje leta. Neznatne promjene objavljuju se u redovnim izdanjima.  
U nekim zemljama AIP je neslužbeno poznat kao Priručnik pilota. 

### Elektronički AIP
Eurocontrol je objavio specifikacije za elektronički AIP (eAIP). Cilj eAIP specifikacije je uskladiti strukturu i predstavljanje AIP-a za digitalne medije. U tom smislu, digitalno izdanje papirnate inačice AIP-a obično je dostupno u PDF formatu, dok je elektronički AIP uz PDF dostupan i u drugim oblicima, prikladnijim za elektroničko razmjenjivanje i za čitanje na zaslonu. Mnoge zemlje svijeta pružaju digitalni AIP bilo na kompaktnom disku, uz pretplatu ili na web stranicama.

## Vanjske poveznice
- Eurocontrol
  - Europski AIP
  - slobodni pristup europskim izdanjima AIP-a
  - Afrički AIP
  - Azijsko-pacifički AIP
  - AIP Srednjeg Istoka
  - AIP Sjeverne, Središnje Amerike i Kariba
  - AIP Južne Amerike  Arhivirana inačica izvorne stranice od 30. prosinca 2010. (Wayback Machine)
  - Vojni AIP  Arhivirana inačica izvorne stranice od 24. listopada 2007. (Wayback Machine)

- Države s elektronskim AIP izdanjima
  - Argentina  Arhivirana inačica izvorne stranice od 10. ožujka 2009. (Wayback Machine)
  - Armenija  Arhivirana inačica izvorne stranice od 27. rujna 2008. (Wayback Machine)
  - Australija  Arhivirana inačica izvorne stranice od 1. ožujka 2011. (Wayback Machine)
  - Azerbajdžan (CD-ROM)
  - Belgija  Arhivirana inačica izvorne stranice od 24. svibnja 2008. (Wayback Machine)
  - Brazil  Arhivirana inačica izvorne stranice od 10. lipnja 2010. (Wayback Machine)
  - Kanada  Arhivirana inačica izvorne stranice od 27. kolovoza 2013. (Wayback Machine)
  - Kolumbija  Arhivirana inačica izvorne stranice od 7. srpnja 2011. (Wayback Machine)
  - Čile  Arhivirana inačica izvorne stranice od 8. lipnja 2011. (Wayback Machine)
  - Češka
  - Estonija  Arhivirana inačica izvorne stranice od 30. ožujka 2010. (Wayback Machine)
  - Finska  Arhivirana inačica izvorne stranice od 5. svibnja 2021. (Wayback Machine)
  - Francuska (na francuskom  Arhivirana inačica izvorne stranice od 13. studenoga 2008. (Wayback Machine) i engleskom  Arhivirana inačica izvorne stranice od 24. studenoga 2008. (Wayback Machine))
  - Mađarska (preko europske AIP baze podataka)
  - Irska  Arhivirana inačica izvorne stranice od 16. prosinca 2009. (Wayback Machine)
  - Letonija (preko europske AIP baze podataka)
  - Malezija  Arhivirana inačica izvorne stranice od 2. studenoga 2011. (Wayback Machine)
  - Moldavija – Republika Moldavija (samo CD-ROM)
  - Novi Zeland
  - Norveška
  - Poljska
  - Portugal (preko europske AIP baze podataka)
  - Rumunjska (preko europske AIP baze podataka)
  - Singapur  Arhivirana inačica izvorne stranice od 28. svibnja 2010. (Wayback Machine)
  - Slovačka
  - Slovenija  Arhivirana inačica izvorne stranice od 20. studenoga 2010. (Wayback Machine)
  - Španjolska
  - Švedska  Arhivirana inačica izvorne stranice od 22. kolovoza 2010. (Wayback Machine)
  - Republika Kina na Tajvanu  Arhivirana inačica izvorne stranice od 6. svibnja 2021. (Wayback Machine)
  - Nizozemska  Arhivirana inačica izvorne stranice od 19. kolovoza 2010. (Wayback Machine)
  - Ujedinjeno Kraljevstvo Velike Britanije i Sjeverne Irske  Arhivirana inačica izvorne stranice od 21. travnja 2021. (Wayback Machine)
  - Sjedinjene Američke Države  Arhivirana inačica izvorne stranice od 27. svibnja 2010. (Wayback Machine)
  - Izrael  Arhivirana inačica izvorne stranice od 25. svibnja 2010. (Wayback Machine)